# Casteide-Cami
Casteide-Cami är en kommun i departementet Pyrénées-Atlantiques i regionen Nouvelle-Aquitaine i sydvästra Frankrike. Kommunen ligger i kantonen Arthez-de-Béarn som tillhör arrondissementet Pau. År 2022 hade Casteide-Cami 271 invånare.

## Befolkningsutveckling
Antalet invånare i kommunen Casteide-Cami
| Referens: INSEE |